# Leopold Hofmann (futebolista)
Leopold Hofmann (Viena, 31 de outubro de 1905 - 9 de janeiro de 1976) foi um futebolista austríaco. Ele competiu na Copa do Mundo FIFA de 1934, sediada na Itália, na qual a seleção de seu país terminou na quarta colocação dentre os 16 participantes.